# Aleksander Korn
Aleksander Korn (w transkrypcji hiszpańskiej znany jako Alejandro Korn, ur. 3 maja 1860 w San Vincente w prowincji Buenos Aires, zm. 9 października 1936 w La Placie) – argentyński lekarz, filozof i polityk.

## Życiorys
Syn pruskiego lekarza Adolfa Korna z rodu wrocławskich księgarzy i wydawców, Kornów.
Członek i działacz Radykalnej Unii Obywatelskiej, później socjaldemokratycznej Partido Socialista. Prorektor Universidad Nacional de La Plata, prezes klubu sportowego Gimnasia y Esgrima La Plata.
Alejandro Korn został 15 czerwca 1881 w wieku 21 lat członkiem argentyńskiej loży wolnomularskiej „Germania Nº 19”. Jego ojciec był w Niemczech członkiem loży o tej samej nazwie. W wieku 23 lat Alejandro otrzymał zaszczytny tytuł „czcigodnego mistrza”.